# Xã Edgar, Quận Edgar, Illinois
Xã Edgar (tiếng Anh: Edgar Township) là một xã thuộc quận Edgar, tiểu bang Illinois, Hoa Kỳ. Năm 2010, dân số của xã này là 482 người.